# Гавриил Ятрудакис
Гавриил (на гръцки: Γαβριήλ) е гръцки духовник, митрополит на Вселенската патриаршия.

## Биография
Роден е около 1850 година на Лерос със светската фамилия Ятрудакис (Ιατρουδάκης). Завършва богословското училище на Халки в 1875 година, като преди това е е ръкоположен за дякон. Тезата му е „За отличията“. Известно време служи при митрополит Гавриил Самоски. След това заминава за Франция, където учи право. От 1883 до 1885 година е директор на пловдивското Зарифово училище. През февруари 1885 година е назначен за велик протосигел на Патриаршията, но е освободен от длъжност през август на следващата година. На 10 февруари 1885 година е ръкоположен за презвитер от митрополит Никодим Кизически.
На 15 октомври 1887 година е избран за варненски митрополит в Княжество България срещу архимандритите Антим Пелтекис и Мелетий Георгиадис. На 18 октомври 1887 година е ръкоположен за варненски митрополит в патриаршеската църква „Свети Георги“ във Фенер. Ръкополагането е извършено от митрополит Герман Родоски, в съслужение митрополитите Гервасий Халдийски и Климент Дринополски. През август 1889 година е депортиран от България по заповед на българските власти.
На 10 октомври 1889 година е избран за трапезундски митрополит срещу митрополит Гервасий Халдийски и епископ Леонтий Левкийски. На 23 април 1893 година подава оставка. На 23 октомври 1893 година е избран за маронийски митрополит срещу епископите Николай Амисоски и Панарет Назиански. На 14 юли 1894 година подава оставка, приета на 16 юли 1894 година. На 9 август 1894 година е афоресан. На 9 септември 1895 година е оправдан и възстановен с титлата бивш маронийски. На 1 август 1896 година е избран никополски и превезки митрополит срещу митрополит Константин Хиоски и епископ Тарасий Илиуполски. На 7 октомври 1899 година подава оставка. Първоначално живее на Патмос, а от 1900 година в Атина, където умира на 18 декември 1906 година.